# Wil (Argovie)
Pour les articles homonymes, voir Wil.
Wil est une localité de Mettauertal et une ancienne commune suisse du canton d'Argovie.

## Histoire
Wil est une ancienne commune suisse. Wil a fusionné avec les communes d'Etzgen, d'Hottwil, de Mettau et de Oberhofen. La fusion est effective depuis le 1er janvier 2010. Son ancien numéro OFS est le 4180.

## Références

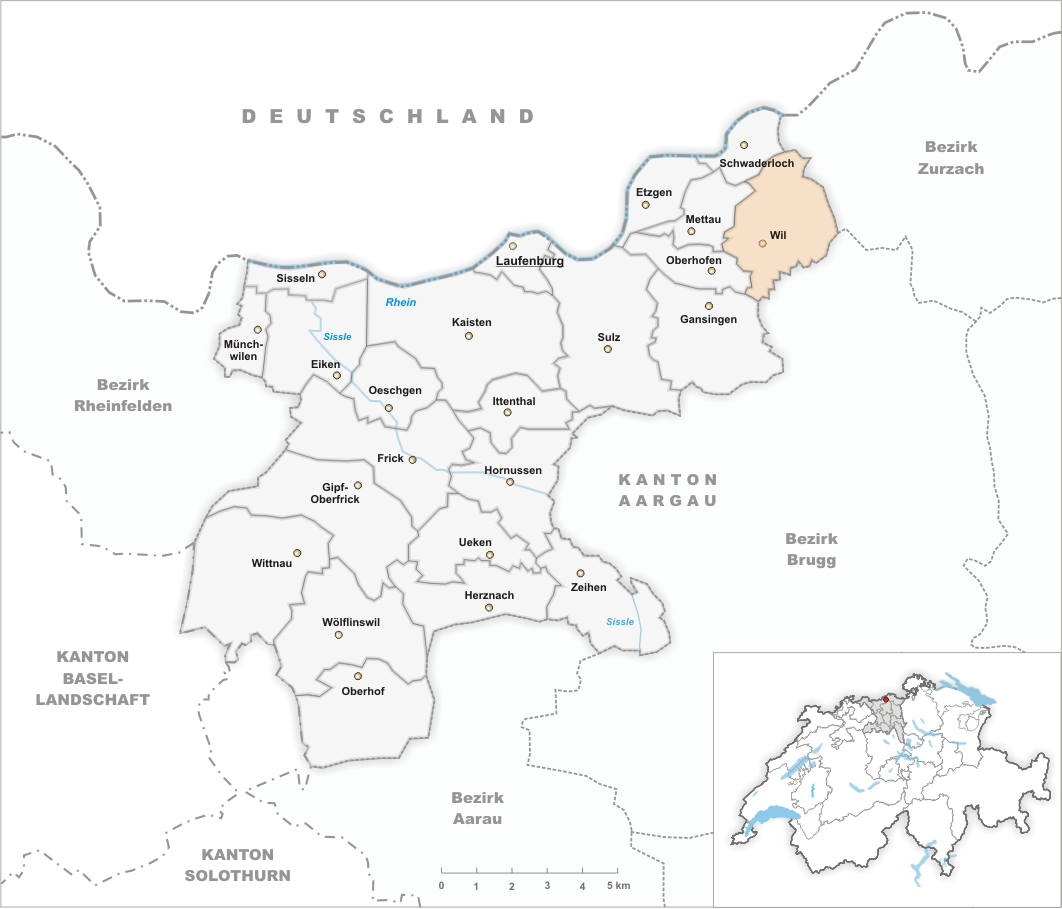
Carte de l'ancienne commune de Wil.

Photo aérienne (1958).